# Denís Kolodin
Denís Alekséyevich Kolodin (en ruso: Дени́с Алексе́евич Коло́дин; Kamyshin, óblast de Volgogrado, 11 de enero de 1982) es un futbolista ruso. Juega de defensa en la selección nacional rusa.

## Trayectoria profesional
Denís Kolodin, delantero reconvertido a defensa y que destaca por su potente disparo, empezó su carrera en las filas del Olimpia Volgograd, equipo de la segunda división rusa en el que jugó durante dos temporadas y marcó 14 goles en 66 partidos, una cifra inusualmente alta para un defensa. En 2002 fichó por el Uralan Elista, en el que permaneció dos años, disputando 44 partidos y marcando 3 goles, para posteriormente recalar en el Krylia Sovetov, donde jugó 39 partidos y marcó 2 goles.
Tras haber pasado por varios equipos de la liga rusa, Kolodin recaló, mediada la temporada 2005, en el Dinamo de Moscú, uno de los equipos más poderosos del país. Allí ha jugado desde entonces 72 partidos y marcado 11 goles. En la temporada 2007 fue, además, el máximo anotador de su equipo, marcando 9 tantos (7 de ellos de penalti).

## Selección nacional
Debutó con la selección nacional rusa en 2004, y en 2008 fue incluido por el seleccionador Guus Hiddink en la selección que disputaría la Eurocopa de Austria y Suiza. En este torneo fue titular en los cuatro primeros partidos disputados por su equipo, y se perdió la derrota contra la selección nacional española en semifinales por haber acumulado dos tarjetas amarillas. En total, desde el día de su debut, Denís Kolodin ha defendido la camiseta de su país en 23 ocasiones.

## Clubes
| Club                  | País       | Año       |
| --------------------- | ---------- | --------- |
| FC Olimpia Volgograd  | Rusia      | 2000-2001 |
| FC Uralan Elista      | Rusia      | 2002-2003 |
| Krylia Sovetov        | Rusia      | 2004-2005 |
| Dinamo de Moscú       | Rusia      | 2005-2013 |
| Rostov (cedido)       | Rusia      | 2012      |
| Volga Nizhni Nóvgorod | Rusia      | 2013-2014 |
| Sokol Saratov         | Rusia      | 2015      |
| Altai Semey           | Kazajistán | 2016-2017 |